# Heliconius schulzi
Heliconius schulzi är en fjärilsart som beskrevs av Riffarth 1899. Heliconius schulzi ingår i släktet Heliconius och familjen praktfjärilar. Inga underarter finns listade i Catalogue of Life.